# Tundravarg
Tundravarg, Canis lupus albus, i vissa områden kallad turukhanvarg, är en av 38 underarter av gråvarg. Den förekommer i delar av den palearktiska regionen.

## Utbredning
Tundravargen förekommer i Eurasiens tundra- och skogstundrazoner från Finland i väster och bort till Kamtjatkahalvön i öster.

## Taxonomi
Underarten beskrevs först 1792 av den skotske läkaren och författaren Robert Kerr, som skrev att den förekom runt den sibiriska floden Jenisej och värderades högt för sin päls.
I den tredje upplagan av det zoologiska verket Mammal Species of the World (2005) listar däggdjursspecialisten W. Christopher Wozencraft vargen som en underart till Canis lupus, med namnet Canis lupus albus.

## Beskrivning
Underarten är storvuxen med en längd hos adulta hannar på 118–137 cm och honor 112–136 cm. Det förekommer ofta uppgifter om att tundravargen är större än den eurasiatiska vargen, C. l. lupus, men detta är oriktigt. Medelvikten är 40–49 kg för hannar och 36,6–41 kg för honor. Exemplaret med högst vikt bland 500 vargar som fällts vid Tajmyrhalvön och Kaninhalvön mellan 1951 och 1961 var en gammal hane som vägde 52 kg. Den fälldes på Tajmyrhalvön i norra delen av Dudyptafloden.
Tundravargens päls är mjuk och tät med långa pälshår och vanligen ljusgrå I färgen. Pälshårens övre del kan ha en rödgrå anstrykning medan den undertill kan vara blygrå till färgen.
Tundravargen har vanligen sitt viste i floddalar eller snåriga partier av skogsgläntor.
Parningssäsongen ligger sent i mars och i april, dvs. senare än för andra vargar på grund av vargen finns så långt norrut. Honan är brunstig 5-15 dagar. Efter parningen är honan dräktig i drygt 60 dagar och föder sedan 2-6 ungar.

## Föda
På vintern lever den nästan uteslutande av ren, framför allt honor och ungdjur, men hare och kanin och fjällräv förekommer också på menyn. Vid en studie i Nentsien visade sig maginnehållet hos 74 vargar bestå till 93,1 procent av ren.
Eftersom vargen mestadels lever av stora däggdjur och inte får äta varje dag kan den när tillfälle ges äta upp till 10 kilo mat.
Under sommarperioden livnär sig vargen främst på fåglar och smågnagare, men också nyfödda renkalvar.